# Solpugyla umtalica
Solpugyla umtalica är en spindeldjursart som först beskrevs av Hewitt 1914.  Solpugyla umtalica ingår i släktet Solpugyla och familjen Solpugidae. Inga underarter finns listade i Catalogue of Life.